# Harvard College
Le Harvard College est la section de premier cycle universitaire (undergraduate) de la faculté des arts et des sciences de l'université Harvard. C'est la plus ancienne section de l'université. 

## Anciens élèves notables
- Charles Bernstein
- Erika Christakis
- Sameera Fazili
- Chanda Prescod-Weinstein
- Robert George Wilmers
- Joseph T. Copeland
- Dean Norris